# Gaius Fannius (Konsul 122 v. Chr.)
Gaius Fannius (* wohl um 170 v. Chr.; † nach 122 v. Chr.) war ein dem plebejischen Geschlecht der Fannier entstammender Politiker und Redner der Römischen Republik. 122 v. Chr. bekleidete er das Konsulat. In der Altertumswissenschaft ist umstritten, ob er mit dem gleichnamigen, ebenfalls in der gracchischen Zeit lebenden römischen Annalisten identisch oder ob Letzterer eine von ihm verschiedene Persönlichkeit ist.

## Leben
Dem bekannten römischen Redner Marcus Tullius Cicero werden etliche der ohnehin nur spärlichen bekannten Angaben zur Vita des Gaius Fannius verdankt. Cicero unterschied in seinem Anfang 46 v. Chr. verfassten Dialog Brutus zwei verschiedene, in der zweiten Hälfte des 2. Jahrhunderts v. Chr. lebende Männer dieses Namens, von denen einer, der Konsul von 122 v. Chr. und Redner, Sohn eines Gaius (C. Fannius C. f.) und der andere, Schwiegersohn des Konsuls Gaius Laelius und Geschichtsschreiber, Sohn eines Marcus (C. Fannius M. f.) gewesen sei. Titus Pomponius Atticus widersprach dieser Auffassung seines Freundes und Briefpartners Cicero, der jedoch wiederum, wie aus einer Stelle eines erhaltenen Briefes vom Juni 45 v. Chr. aus seiner Korrespondenz mit Atticus hervorgeht, an seiner Meinung festhielt, indem er auf die Angaben einer Epitome des historischen Werks des Fannius verwies, die der spätere Caesarmörder Marcus Iunius Brutus gemacht hatte.
Der Althistoriker Friedrich Münzer vertrat 1920 in einer einflussreichen Arbeit die Ansicht, dass es zwar in der Gracchenzeit zwei verschiedene C. Fannii gegeben habe, doch sei der Konsul von 122 v. Chr. der Sohn eines Marcus gewesen (und nicht, wie Cicero im Brutus annahm, Sohn eines Gaius) und sowohl mit dem Redner als auch dem Annalisten gleichzusetzen. Obwohl u. a. eine seit 1942 bekannte Inschrift aus Kreta auch die Existenz eines ungefähr gleichzeitigen Gaius Fannius belegt, der Sohn eines Gaius war und 113 v. Chr. als einer der Kommissare des römischen Senats fungierte, schrieb und schreibt die auf Münzer folgende Forschung im überwiegenden Maße ebenfalls die meisten biographischen und alle auf einen Schriftsteller bezüglichen Notizen dem Konsul von 122 v. Chr., Gaius Fannius, Sohn des Marcus, zu.
Demnach besuchte Gaius Fannius auf Anraten des Konsuls von 140 v. Chr., Gaius Laelius, mit dessen jüngerer Tochter Laelia er verheiratet war, die Vorträge des stoischen Philosophen Panaitios von Rhodos. Im Dritten Punischen Krieg erstieg er 146 v. Chr. während der Erstürmung Karthagos mit Tiberius Sempronius Gracchus als Erster die Mauern der gegnerischen Hauptstadt. Mit dem Beistand von Publius Cornelius Scipio Aemilianus Africanus wurde er um 142 v. Chr. Volkstribun. 141 v. Chr. nahm er auf der Iberischen Halbinsel in der Stellung eines Militärtribunen unter Quintus Fabius Maximus Servilianus am Krieg der Römer gegen den bedeutenden Anführer des Stammes der Lusitaner, Viriathus, teil.
Die Prätur bekleidete Fannius um 127 v. Chr. In dieser Funktion berief er den Senat zusammen, damit dieser mit einer vom Hohepriester Johannes Hyrkanos I. nach Rom geschickten jüdischen Gesandtschaft zwecks Erneuerung des gegenseitigen Bündnisses verhandelte. Bei dieser Gelegenheit bezeichnet der jüdische Historiker Flavius Josephus Fannius ausdrücklich als Sohn des Marcus.
Den Höhepunkt seines cursus honorum erreichte Fannius im Jahr 122 v. Chr., als er gemeinsam mit Gnaeus Domitius Ahenobarbus das Konsulat innehatte. Seine Kandidatur für dieses höchste öffentliche Amt war von Gaius Sempronius Gracchus gefördert worden, der auf diese Weise die Wahl des für den Erhalt der Senatsoligarchie kämpfenden Lucius Opimius vorerst noch verhindern konnte.
Fannius oblag aufgrund der Abwesenheit seines Amtskollegen von der Hauptstadt die alleinige Leitung der Staatsgeschäfte in Rom. In seiner Funktion als oberster Vertreter der staatlichen Ordnung wandte er sich auf Anordnung der Senatsmehrheit gegen den Gesetzesantrag seines früheren Förderers Gaius Gracchus, die Bürgerrechte der römischen Bundesgenossen auszuweiten. Deshalb ließ er alle nach Rom gereisten Italiker, die über Gracchus’ Gesetz abstimmen wollten, aus der Hauptstadt ausweisen und mahnte das Volk in einer seinerzeit berühmt gewordenen, vielleicht über eine Mittelquelle bis in die Spätantike greifbar gebliebenen Rede De sociis et nomine Latino contra (C.) Gracchum, den Antrag abzulehnen. Die damals teilweise vertretene Ansicht, dass diese vorzügliche Rede vielmehr Gaius Persius zum Autor habe oder das gemeinsame Werk einiger Adliger sei, da Fannius nur ein mittelmäßiger Redner gewesen wäre, teilte Cicero nicht, da die Rede eine stilistische Einheitlichkeit aufweise und Gaius Gracchus in seiner Entgegnung nicht auf Gerüchte, die Fannius’ Urheberschaft in Frage stellten, eingegangen sei. Einige wenige Fragmente dieser Rede blieben bis heute erhalten. In seinem knappen Geschichtswerk nahm der frühkaiserzeitliche römische Historiker Velleius Paterculus Fannius in eine Liste bedeutender, vor Cicero lebender Redner auf.
Über das spätere Leben des Fannius und sein Todesjahr liegen keine Angaben vor. Cicero führte ihn als eine literarische Nebenfigur in seine beiden Werke De re publica und Laelius de amicitia ein.

## Geschichtswerk
Das von Gaius Fannius wohl nach seinem Konsulat verfasste historische Werk, das von den antiken Autoren meist unter dem Titel Annales zitiert wird, ist heute nur noch in sehr geringen Spuren, nämlich acht Fragmenten, fassbar. Nur bei drei dieser Fragmente ist auch zusätzlich die Zahl des jeweiligen Buches angegeben, aus dem sie entnommen waren. Demnach umfasste die von Cicero stilistisch recht günstig eingestufte Schrift mindestens acht Bücher. Möglicherweise behandelte sie nur die selbsterlebte Zeit des Fannius – diese jedenfalls sicher und ausführlich –, doch sind weder über den Beginn noch über das Ende der darin dargestellten historischen Ereignisse genauere Feststellungen möglich.
Sallust lobt in einem erhaltenen Bruchstück aus dem Vorwort seiner Historiae, dass Fannius sich beim Abfassen seines Geschichtswerks um große Wahrheitstreue bemüht habe. In seiner Schrift berichtete Fannius u. a. über innenpolitische Ereignisse und nahm anscheinend auch „wörtliche“ Reden bedeutender Staatsmänner auf; bezeugt ist dies zumindest für die 133 v. Chr. verfasste Rede des Quintus Caecilius Metellus Macedonicus gegen Tiberius Gracchus. Wie erwähnt stellte Brutus ein Exzerpt des Werkes her, das wohl sehr wertvolle Informationen für die Gracchenzeit lieferte, dessen Nachwirkung als Quelle für spätere Autoren aber angesichts des spärlichen Materials nicht zu ergründen ist.

## Ausgabe der Fragmente
- Hermann Peter: Historicorum Romanorum Reliquiae (HRR). Bd. I², S. 139–141 (Digitalisat).
- Hans Beck, Uwe Walter (Hrsg.): Die frühen römischen Historiker. Band 1: Von Fabius Pictor bis Cn. Gellius. Wissenschaftliche Buchgesellschaft, Darmstadt 2001, ISBN 3-534-14757-X, S. 340–346.